# Музей авиации и космонавтики Черниговщины
Музей авиации и космонавтики Черниговщины — музей в Чернигове.

## История
В 1971 году при Черниговском высшем военном авиационном училище лётчиков был создан музей на общественных началах. В 2010 году силами организации «Союз ветеранов ЧВВАУЛ» и в частности его председателем Владимиром Фомичём Кузьменковым музей был внесён в реестр общественный музеев города Чернигова. 
23 мая 2018 года постоянная комиссия по вопросам образования, науки, культуры и информационной сферы, рассмотрев обращение, решила поддержать предложение общественной организации и создать коммунальное предприятие «Музей авиации и космонавтики Черниговщины».
Существует проект по размещению экспонатов под открытым небом между улицами Курсанта Еськова и Юрия Мезенцева — южнее площади Авиаторов. 

## Описание
Силами ветеранов авиации были систематизированы экспонаты, накопленные за многие десятилетия. Материалы музея рассказывают об истории авиации Черниговщины: создание в 1940-х годах военной школы пилотов, подвиги её выпускников в годы Великой Отечественной войны, организация училища летчиков в 1951 году, отношение выпускников к отечественной космонавтике.  
Музей временно размещается на 1-м этаже учебного корпуса Черниговского лицея с усиленной военно-физической подготовкой (бывшее Черниговское высшее военное авиационное училище лётчиков). На территории военной части А4444 (Стрелецкая улица, 1) под открытым небом размещены экспонаты — самолёты учебные (Л-29, Л-39), учебно-боевые (УТИ МИГ-15, МИГ-21У, МИГ-23УБ), боевые (МИГ-17, МИГ-21ПФ и МИГ-23М) — с 2020 года доступ к ним отсутствует. 